# اگونگس
اگونگس (به فرانسوی: Agonges) یک کمون در فرانسه است که در Canton of Souvigny واقع شده‌است.

## خصوصیات
اگونگس ۲۴٫۱ کیلومترمربع مساحت و ۳۴۲ نفر جمعیت دارد و ۲۲۸ متر بالاتر از سطح دریا واقع شده‌است.